# Gare d’Étang-sur-Arroux
Gare d’Étang-sur-Arroux vasútállomás Franciaországban, Étang-sur-Arroux településen.

## Vasútvonalak
Az állomást az alábbi vasútvonalak érintik:
- Nevers-Chagny-vasútvonal
- d'Étang–Santenay-vasútvonal

## Kapcsolódó állomások
A vasútállomáshoz az alábbi állomások vannak a legközelebb:
- Gare de Luzy (Gare de Nevers, Nevers-Chagny-vasútvonal)